# Гази, Саид
Саид аль-Гази (араб. سعيد الغزي‎; 1893, Дамаск — 1967, Дамаск) — сирийский политический и государственный деятель, неоднократно занимал различные министерские должности, дважды был премьер-министром Сирии, был спикером сирийского парламента.

## Карьера

### Начало
Саид аль-Гази учился на юридическом факультете дамасского университета. После его окончания работал адвокатом, преподавал в университете. В 1928 году стал одним из основателей Национального блока — движения, объединявшего крупных землевладельцев Дамаска, Алеппо, Хомса и Хамы, и ратовавшего за достижение независимости от Франции мирным путём. В том же году аль-Гази был членом Конституционной Ассамблеи, разрабатывавшей первую конституцию Сирии. В 1936 году премьер-министр Ата аль-Айюби назначил аль-Гази министром юстиции в правительстве, созданном для обеспечения проведения парламентских выборов. После этого аль-Гази на несколько лет отошёл от политики, и вернулся в неё лишь в 1945 году: в апреле он был назначен министром юстиции, а в декабре — министром финансов. В декабре 1947 года он стал министром экономики в правительстве Джамиля Мардам Бея. В 1943—1949 годах был депутатом двух созывов сирийского парламента.

### В должности премьер-министра
В 1954 году Хашим аль-Атаси предложил аль-Гази сформировать кабинет министров из беспартийных деятелей для обеспечения проведения парламентских и президентских выборов. Аль-Гази согласился, и в период с 19 июня по 29 октября руководил работой правительства, а также занимал пост министра обороны. Выборы, проведённые в это время, были признаны честными и грамотно организованными.
13 сентября 1953 года уже Шукри аль-Куатли — новый президент Сирии, предложил аль-Гази сформировать правительство. Основной задачей аль-Гази стало не допустить вмешательства армии в политику и, по возможности, прекратить противостояние гражданских политиков и офицерских кругов. Аль-Гази назначил на пост министра обороны гражданского чиновника Рашада Бармаду, а министром внутренних дел — другого сторонника невмешательства армии в управление государством — Али Бузо. При этом бывший сторонник сирийской армии и сподвижник Адиба аш-Шишакли Маамун аль-Кузбари был переведён на малозначимый пост министра образования. В конце концов, однако, армейское лобби добилось отставки аль-Гази с поста премьер-министра в июне 1956 года.

### Отношения с Восточным блоком
Во время второго срока на посту премьер-министра, аль-Гази продолжил начатый его предшественником Сабри аль-Асали курс на сближение с СССР и Восточным блоком: было заключено соглашение с Чехословакией о поставке вооружения, Сирия официально признала коммунистический Китай, были заключены торговые соглашения с Болгарией, Румынией и Венгрией, начата программа студенческого обмена с ГДР. Также в это время в Сирии всё популярнее становился Гамаль Насер и его идеи. Несмотря на это, аль-Гази отрицательно отнёсся к созданию объединённого государства Египта и Сирии — ОАР.

### Окончание карьеры
После очередного переворота и выхода Сирии из состава ОАР в 1961 году, аль-Гази вновь был избран в сирийский парламент, был номинирован на должность спикера, но проиграл выборы Маамуну аль-Кузбари. Аль-Гази оставался членом парламента до баасистского переворота в марте 1963 года. После этого он вынужден был навсегда уйти из политики. Саид аль-Гази скончался 18 сентября 1967 года.